# Kaiserschmarrn

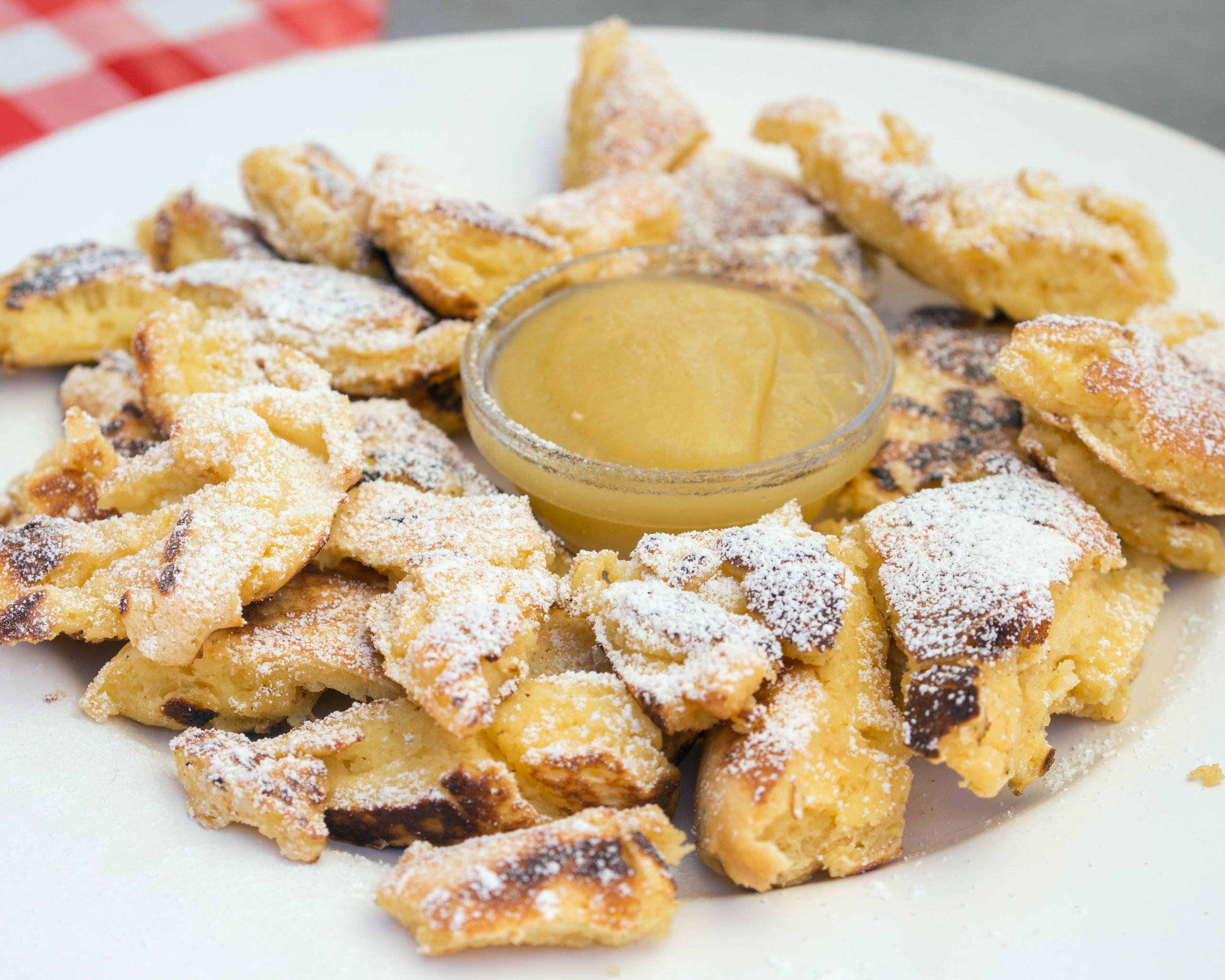
Kaiserschmarrn podany z musem jabłkowym

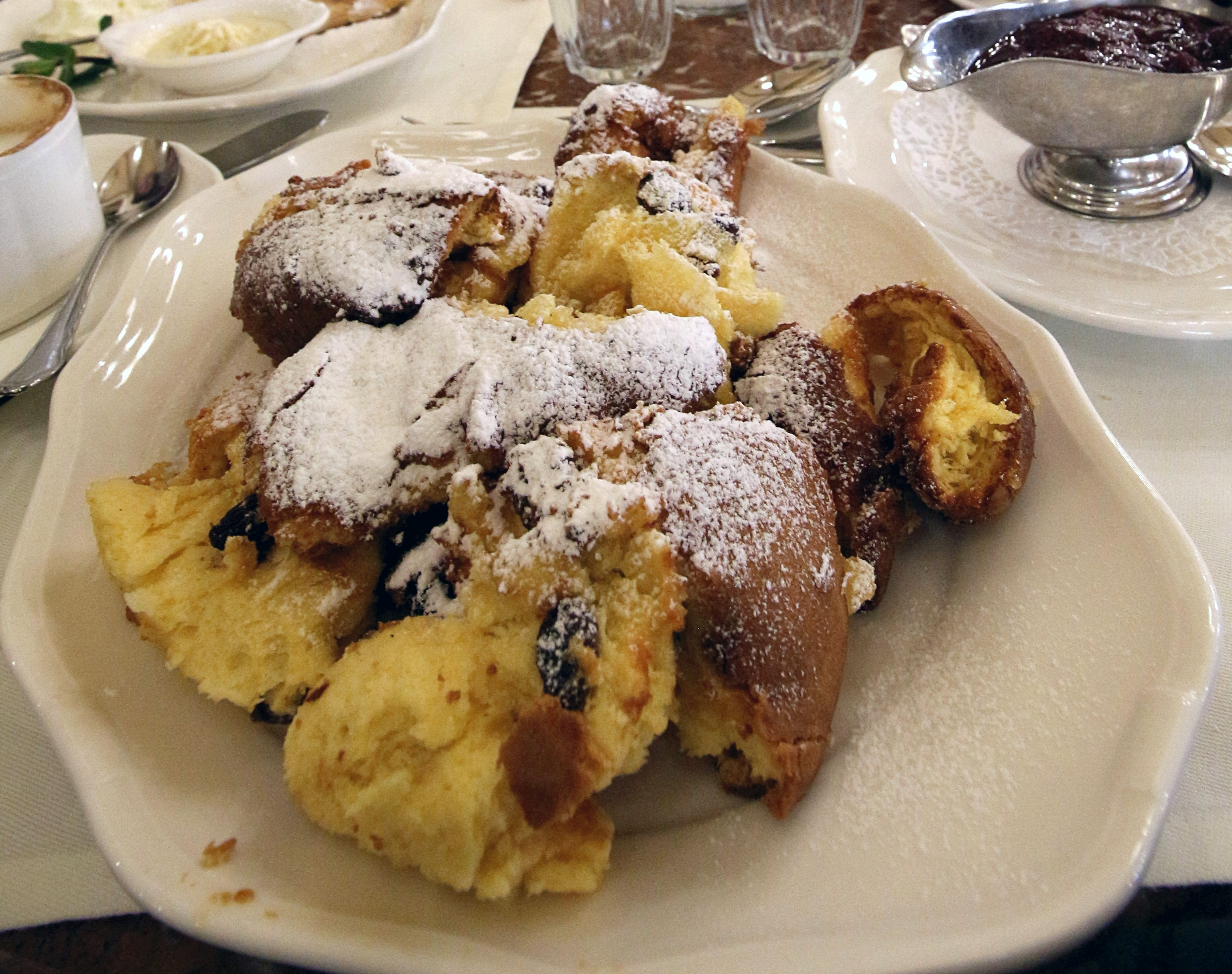
Kaiserschmarrn z rodzynkami

Kaiserschmarrn (Kaiserschmarren; omlet cesarski) – rodzaj deseru w kuchni austriackiej, słodki placek, czy też gruby omlet, porwany na kawałki w trakcie smażenia. W Austrii często serwowany jako słodkie danie główne. Potrawa ta znajduje się na ministerialnej Liście austriackich produktów tradycyjnych.
Kaiserschmarrn przyrządzany jest z mleka, mąki pszennej, jaj, cukru pudru i odrobiny soli (dokładne proporcje zależą od przepisu). Często dodaje się rodzynki. Dodatkowym składnikiem bywają też mielone migdały. Rodzynki można namoczyć w rumie, masę żółtkową wzbogacić niewielkim dodatkiem stopionego masła, przyprawić wanilią i skórką otartą z cytryny, a do ubijania piany dodać nieco soku z cytryny.
Ubitą na sztywno pianę z białek łączy się z mieszaniną pozostałych składników i wylewa na patelnię z gorącym tłuszczem. Na wierzch wysypuje się rodzynki. Masę smaży się pod przykryciem, na wolnym ogniu, nie mieszając jej. Gdy spód placka zarumieni się, należy porozrywać go za pomocą pary widelców na kawałki, następnie poodwracać je (lub odwrócić cały omlet przed podzieleniem) i dosmażyć z obu stron. Inny sposób przygotowania polega na krótkim podsmażeniu omletu na patelni bez przykrycia, następnie upieczeniu w piekarniku (w tej samej patelni), a w końcu podzieleniu na części i dosmażeniu z obu stron.
Omlet cesarski konsumuje się na gorąco, zaraz po przyrządzeniu. Przed podaniem należy obsypać go obficie cukrem pudrem i, opcjonalnie, cynamonem. Jako dodatek podaje się tradycyjnie śliwkowy sos Zwetschkenröster. Może to być też mus żurawinowy lub jabłkowy, duszone owoce etc.

## Cesarz Franciszek Józef I
Wedle tradycji, niekoniecznie pokrywającej się z opinią historyków, potrawa ta otrzymała swoją nazwę na cześć cesarza (niem. Kaiser) Franciszka Józefa I (1830–1916). Miała być przysmakiem tego władcy.
Kaiserschmarrn był jednym ze specjałów założonej w 1832 roku cesarsko-królewskiej cukierni Zauner w Bad Ischl, gdzie Franciszek Józef I często bywał. Istnieje kilka wersji historii powstania tego dania.
Według jednej z nich, pewien kucharz stworzył ten deser dla Elżbiety Bawarskiej (żony Franciszka Józefa I), nazywając go Kaiserinschmarrn. Ponieważ znana z nienagannej figury cesarzowa unikała tak wysokokalorycznego jedzenia, omlet został przemianowany na cześć cesarza, który znany był z zamiłowania do słodkości.